# Square de Meeûs
Pour les articles homonymes, voir Meeûs.
Le square de Meeûs (en néerlandais : De Meeûssquare), autrefois place de l'Industrie puis, jusqu'en décembre 1946, place de Meeüs, est une place publique et petit parc, à cheval sur les communes de Bruxelles (partie septentrionale) et Ixelles (partie méridionale). Il rappelle le souvenir de Ferdinand de Meeûs, éminent banquier et financier des premières années du Royaume de Belgique.

## Localisation
Situé dans le quartier Léopold, entre la petite ceinture et le complexe de bâtiments du Parlement européen de l'espace Léopold, ce square grillagé se compose de deux parties rectangulaires de superficies similaires (48 ares). La partie nord se situe sur le territoire de la ville de Bruxelles (extension est) alors que la partie sud fait partie de la commune d'Ixelles. La rue du Luxembourg sépare ces deux parties. Quatre autres artères avoisinent le square : la rue de l'Industrie et la rue de la Science au nord, la rue de Paris et la rue de Fleurus au sud. Le fait que chaque partie de ce square soit la propriété de deux communes différentes fait réagir le citoyen pour la manière différente dont les deux parties sont gérées.

## Histoire
L'emplacement de la place est créé en 1837 par l’architecte Tilman-François Suys mais le square est réellement aménagé en 1862 par l'architecte paysagiste Louis Fuchs. Le square rend hommage au comte Ferdinand de Meeûs (1798-1861), juriste et financier belge.  

## Arbres remarquables
Dans la partie nord, on peut notamment voir un mûrier blanc, un arbre aux quarante écus, un palmier à chanvre ainsi qu'un platane commun et, dans la partie sud, deux noyers noirs, un virgilier jaune, un platane commun et un érable sycomore.

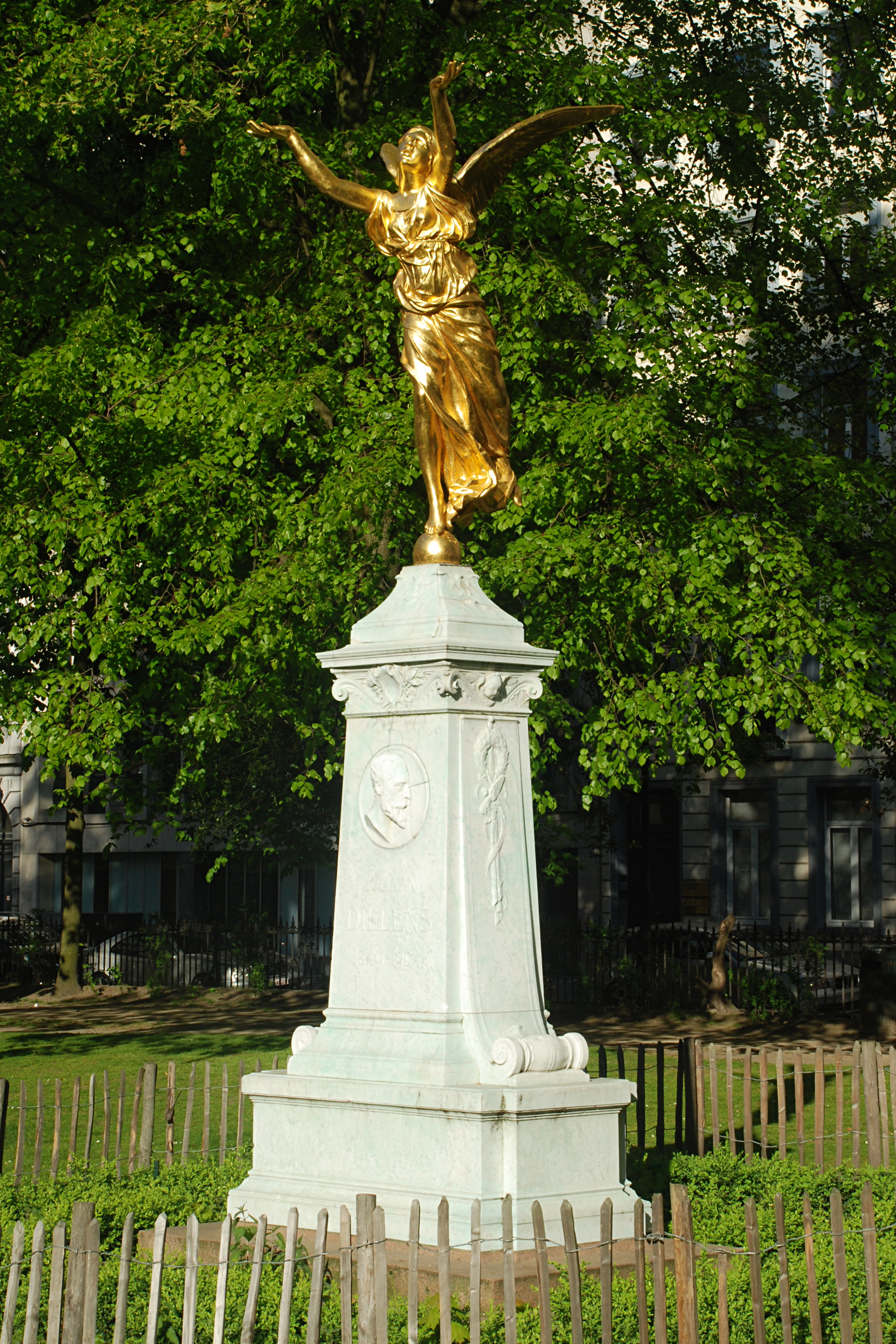
Monument à Julien Dillens.

## Monuments
Plusieurs sculptures ornent le square. Dans la partie nord, on peut admirer le monument à Julien Dillens par le sculpteur Jules Lagae, le Marbre de la Sollicitude maternelle par Henri Boncquet et le buste du comte de Theux de Meylandt par Edmond de Valériola.  
La partie sud possède L’Homme au Vase, un bronze de Jean Herain, le buste du comte Ferdinand de Meeûs par Guillaume Geefs, le buste de Marnix Gijsen par Rik Poot et le Mémorial d’Émile Pierre Joseph Storms, connu comme le « Général Storms », copie en marbre inaugurée en 1948 de l'original en bronze de 1906 de la main de Marnix D’Haveloose dérobé en 1943. Les autorités communales ont toutefois annoncé le 28 mai 2020 que ce dernier serait déplacé sous peu au Musée royal de l'Afrique centrale en vue d'être « contextualisé ».

Le buste du « Général Storms »
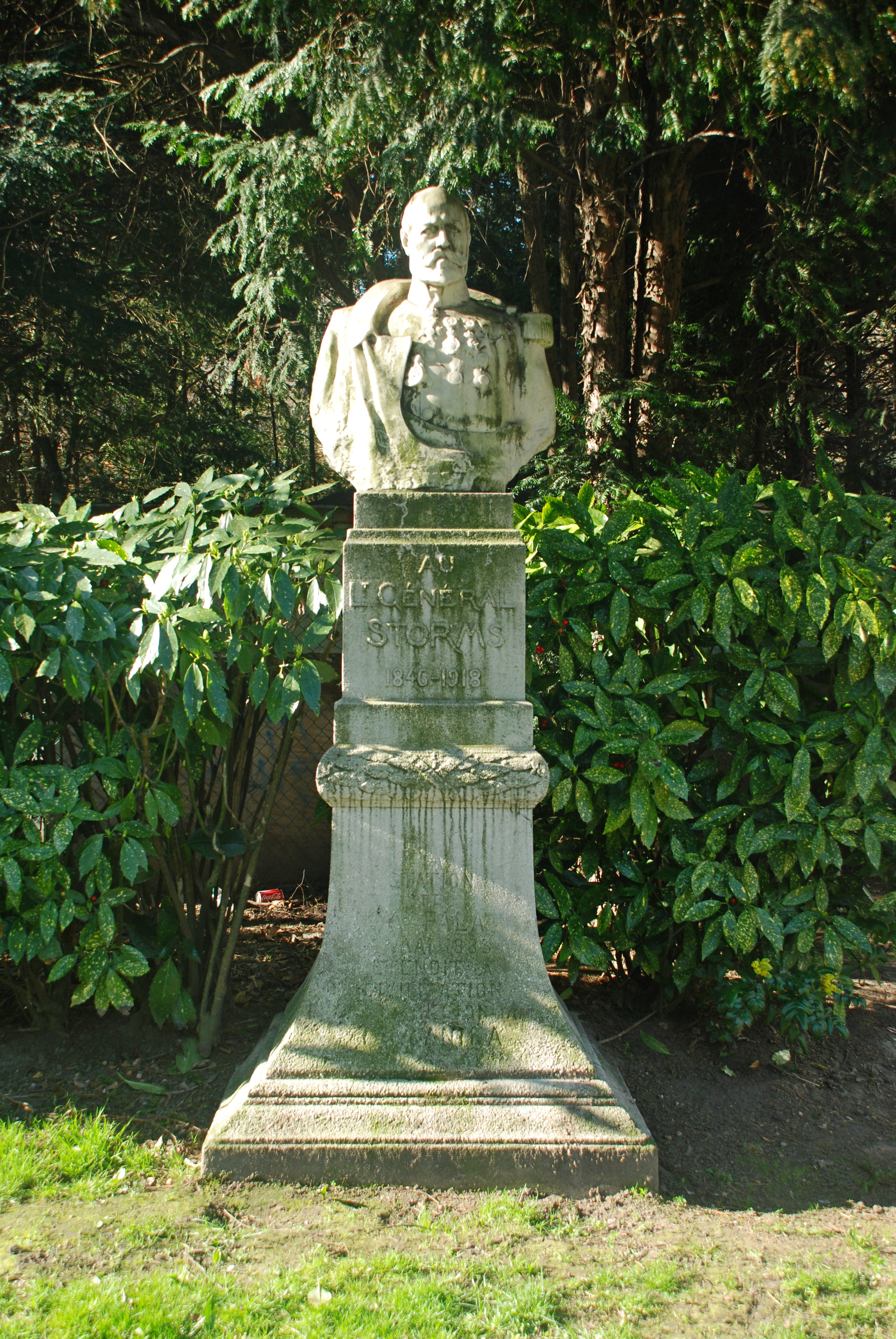
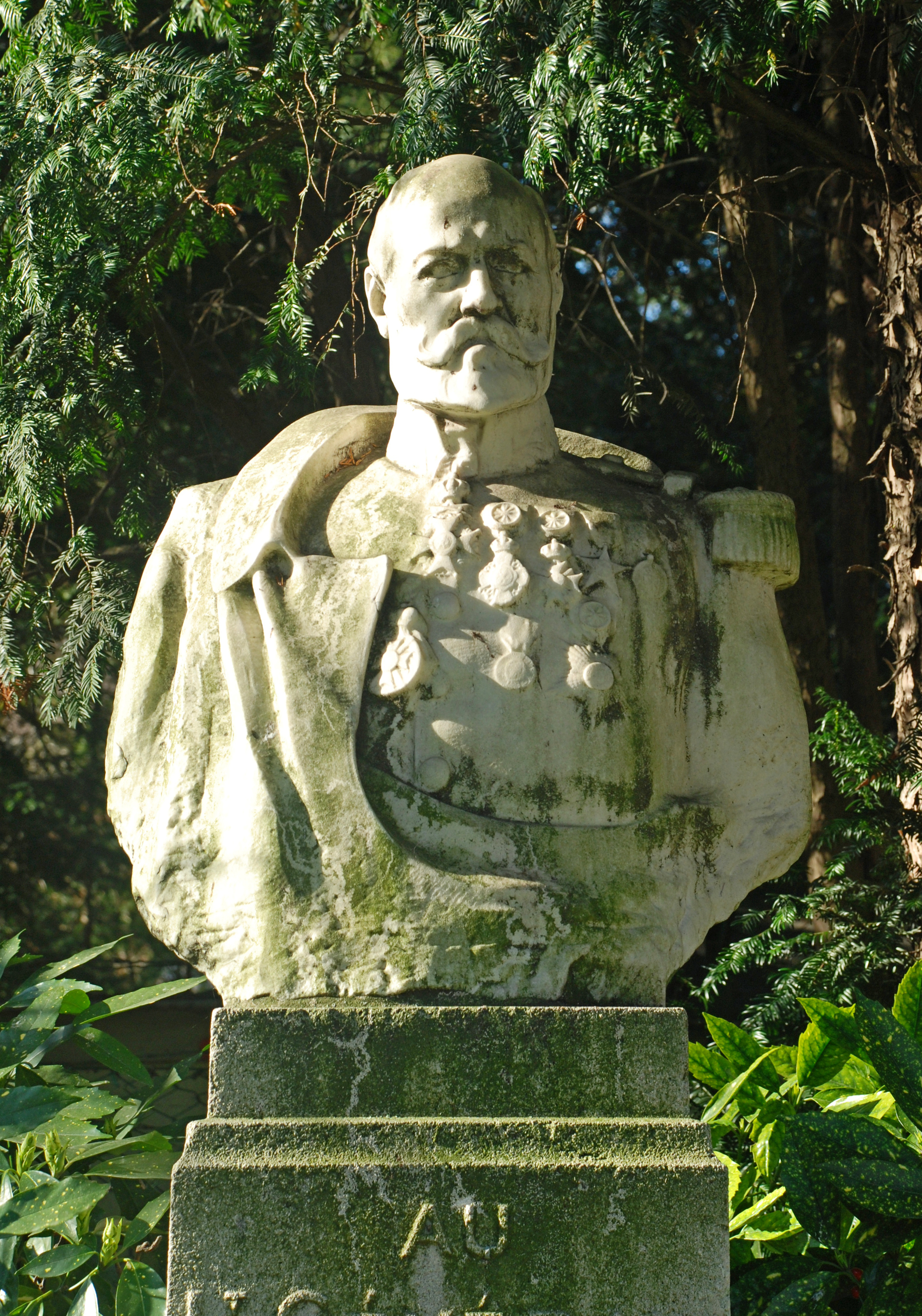
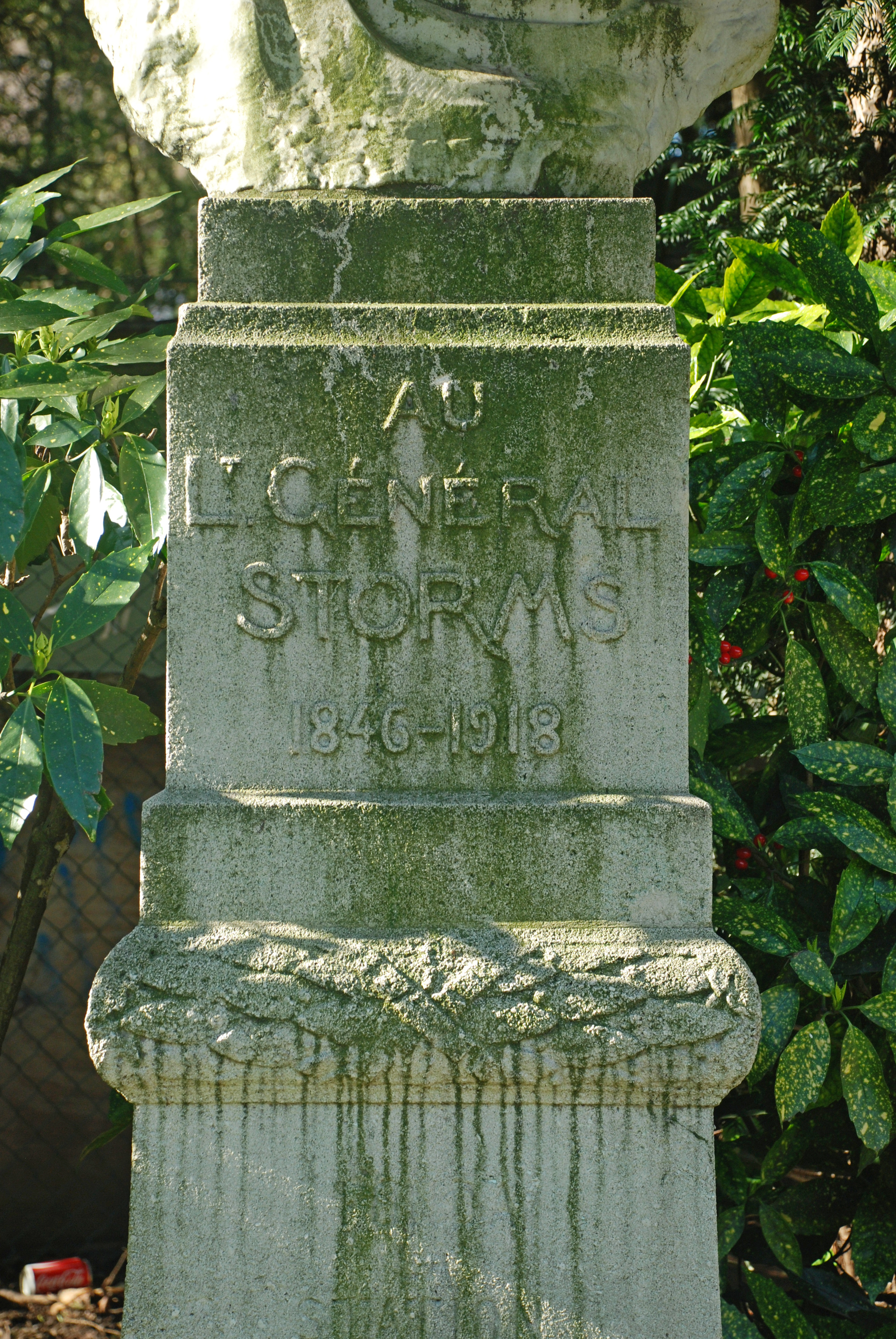

## Accessibilité
| ___ | Ce site est desservi par la station de métro : Trône. |